# Campamento Glaciar Unión

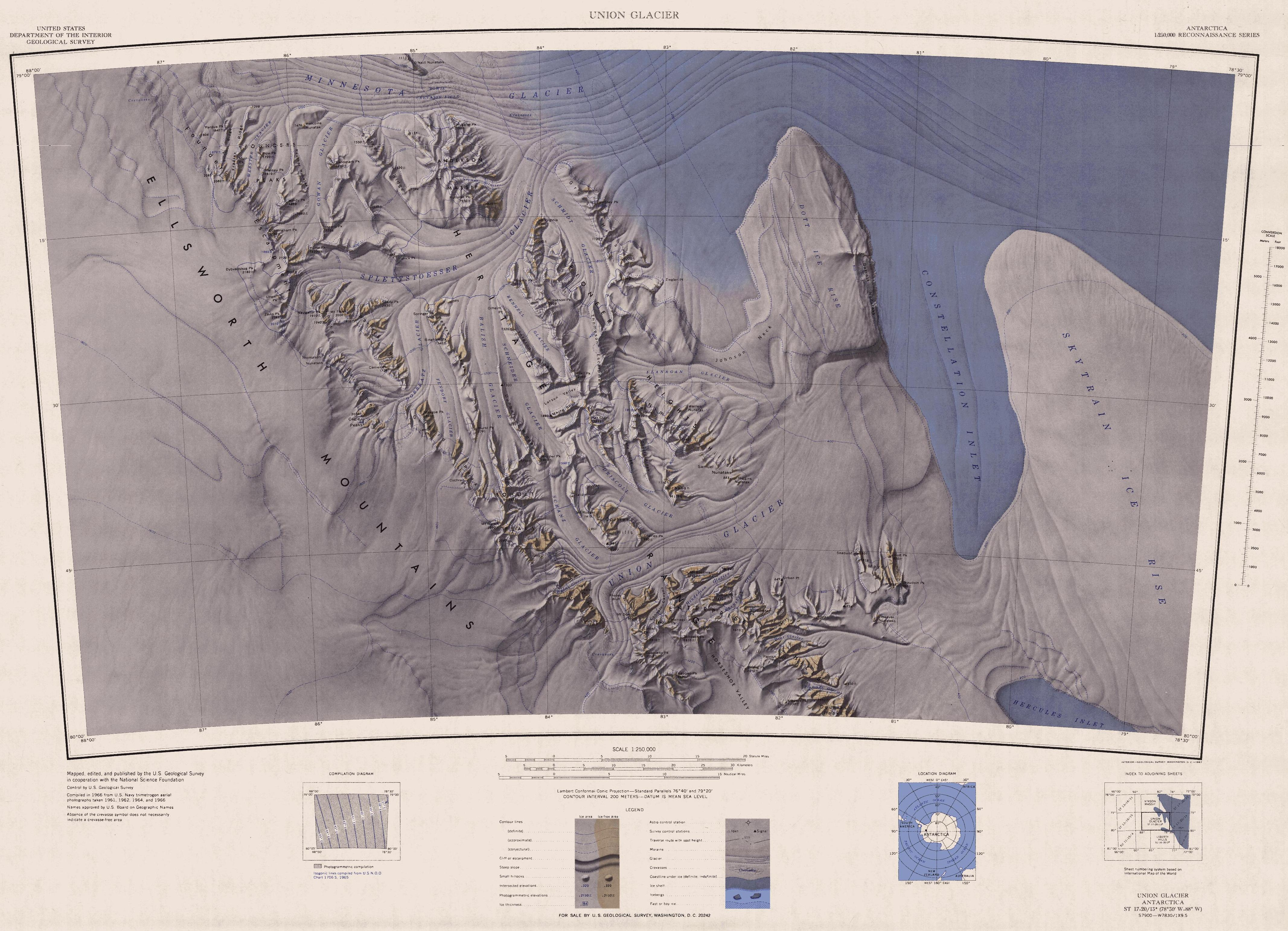
Mapa del glaciar Unión.

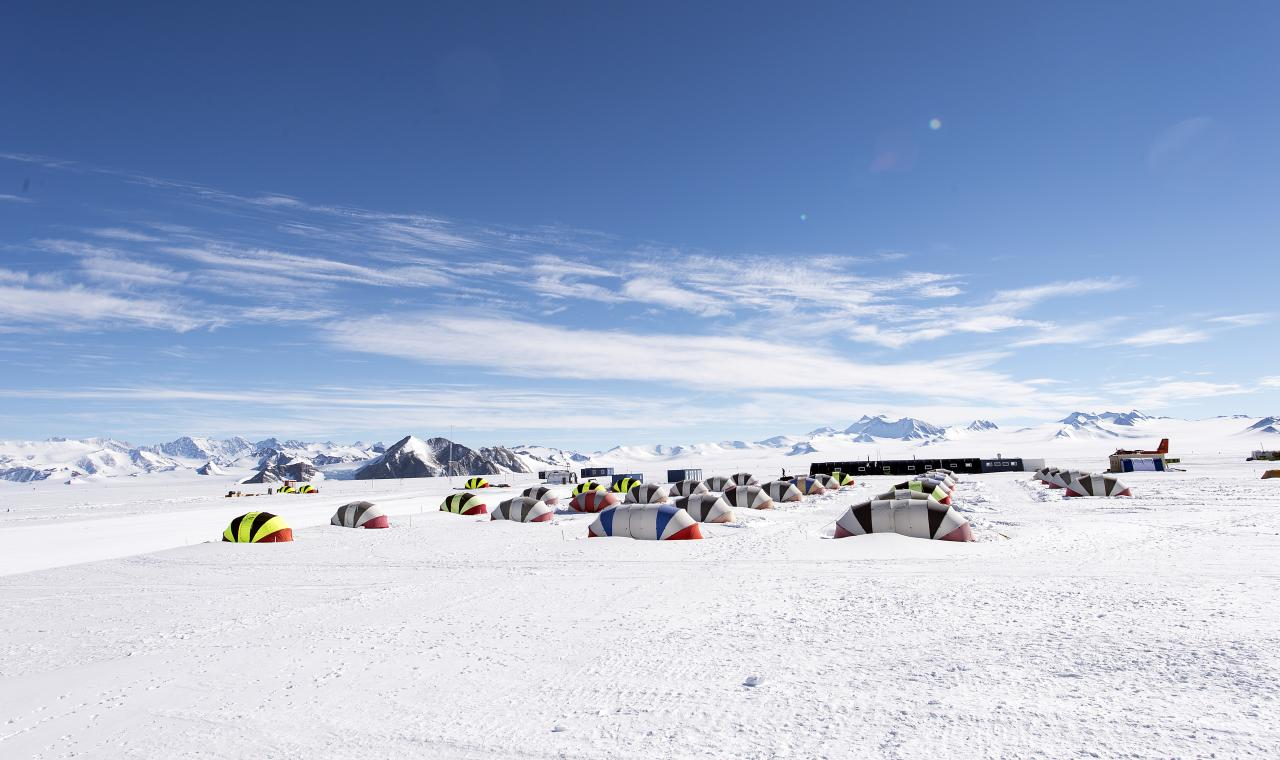
Campamento Glaciar Unión, diciembre de 2013.

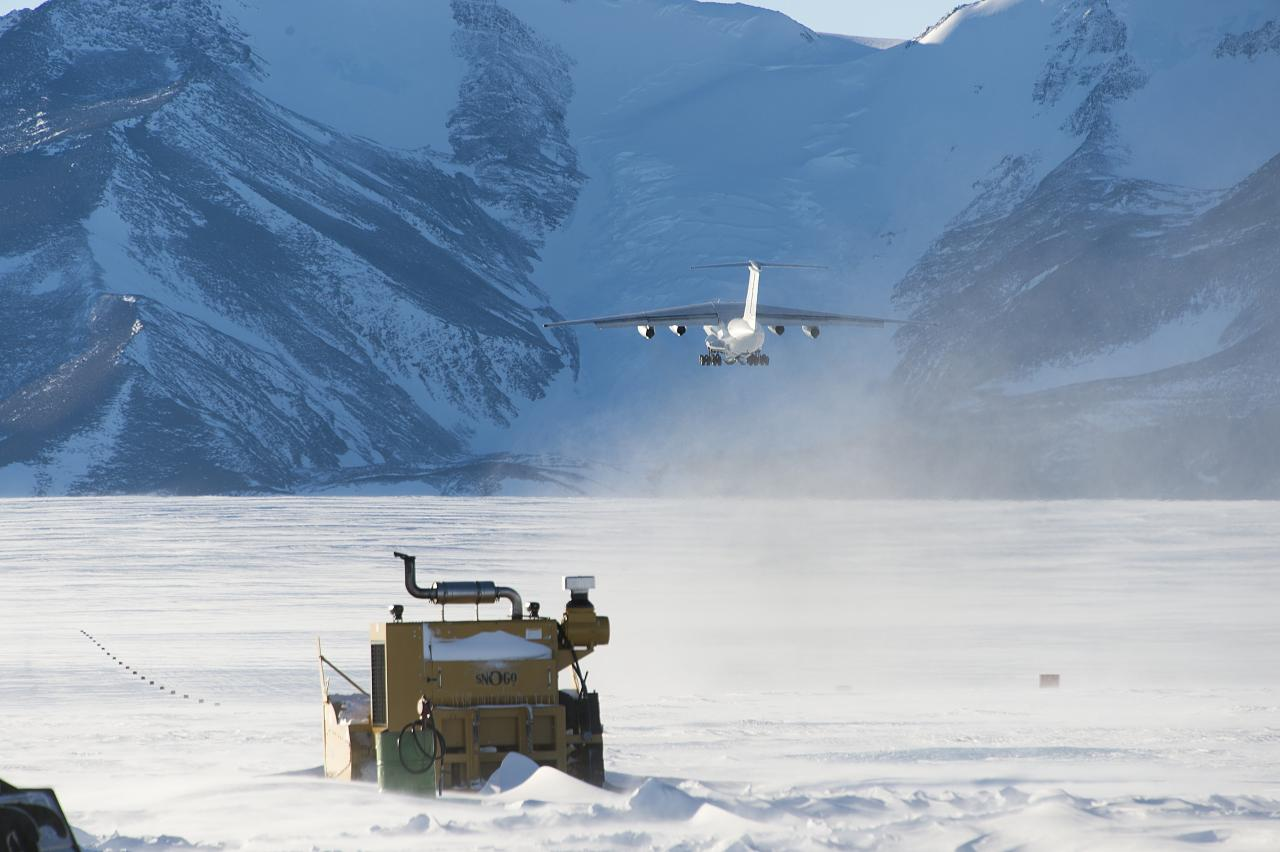
Ilyushin Il-76 de Air Almaty despegando de la pista del glaciar Unión.

El Campamento Glaciar Unión (en inglés: Union Glacier Camp) es un aeródromo privado de la Antártida ocupado estacionalmente entre noviembre y enero. Se encuentra en el glaciar Unión cerca de la cordillera Heritage en las montañas Ellsworth.
El campamento es operado por la empresa privada estadounidense basada en Salt Lake City Antarctic Logistics & Expeditions LLC (ALE) (ex Adventure Network International). Es una empresa que proporciona vuelos de apoyo logístico a los programas antárticos nacionales y otros proyectos de investigación, a expediciones y visitas al interior de la Antártida.
El campamento fue construido cerca de uno de los raros campos de hielo azul, que son lugares de la Antártida en donde no hay acumulación neta anual de nieve. Allí se halla el aeródromo Union Glacier Blue-Ice Runway SCGC (79°46′40″S 83°19′15″O / -79.77778, -83.32083) que permite el aterrizaje de aviones de transporte con ruedas Ilyushin 76-TD.
Desde el glaciar Unión la empresa realiza vuelos al Polo Sur, monte Vinson, la Base Belgrano III, y otras localizaciones utilizando aviones con esquíes Twin Otter y Basler BT-67. 
Durante los meses de noviembre a enero, cuando las condiciones climáticas no son tan hostiles, se realiza un puente aéreo con Punta Arenas en Chile, con un tiempo de vuelo de alrededor de 4,5 horas.
La pista fue certificada por la Dirección General de Aeronáutica Civil (DGAC) de Chile en diciembre de 2008.
En noviembre de 2010 la compañía ALE trasladó sus operaciones desde el Campamento Base Patriot Hills, donde operaba desde 1987. La pista de montes Patriot fue conservada como alternativa de seguridad. A fines de 2013 Chile desarmó sus instalaciones en Patriot Hills y las trasladó también al glaciar Unión para crear la Estación Polar Científica Conjunta Glaciar Unión.